# Grup Regionalista Bretó
El Grup Regionalista Bretó (GRB) fou un partit nacionalista bretó fundat el 1918 sota el nom de Unvaniez Yaouankiz Breiz (Unió de la Joventut Bretona) per Job de Roincé, Henri Prado, Morvan Marchal. Breizh Atao, el seu òrgan de premsa, sortí el gener del 1919. El president era Job Breiz, col·laborador Korentin Kerlann, el secretari Maurice Marchal. Era un grup de joves que es diferenciaren de la Unió Regionalista Bretona i la Federació Regionalista Bretona. Van popularitzar la bandera bretona, coneguda com a gwenn ha du, i l'himne nacional bretó compost per Taldir.
El 1920, François Debeauvais, i el 1922, Olier Mordrel foren presidents de l'Unvaniez Yaouankiz Vreiz. El 1928, aquesta organització va prendre el nom de Partit Autonomista Bretó.